# Травне (Новосибірська область)
Травне (рос. Травное) — село у Доволенському районі Новосибірської області Російської Федерації.
Входить до складу муніципального утворення Травнінська сільрада. Населення становить 680 осіб (2017).

## Історія
Згідно із законом від 2 червня 2004 року органом місцевого самоврядування є Травнінська сільрада.

## Населення
| 2002 | 2007 | 2010 | 2012 | 2013 | 2014 | 2015 |
| ---- | ---- | ---- | ---- | ---- | ---- | ---- |
| 912  | ↘888 | ↘738 | ↘724 | ↘705 | ↘691 | ↘686 |
| 2016 | 2017 |      |      |      |      |      |
| ↗691 | ↘680 |      |      |      |      |      |